# تاکاهیرو تسورودا
تاکاهیرو تسورودا (به ژاپنی: 鶴田峻大،  زادهٔ ۷ دسامبر ۱۹۹۵) یک کشتی‌گیر فرنگی‌کار اهل کشور ژاپن است.
از افتخارات وی می‌توان به کسب مدال برنز بازی‌های آسیایی ۲۰۲۲ اشاره کرد.